# Anna Scarafoni
Anna Scarafoni (* 24. Oktober 1955 in Bozen) ist eine italienische Politikerin.

## Biographie
Scarafoni erlangte an der Universität Rom die Laurea in Pharmazie und war in der Folge als Apothekerin tätig. Bei den Kommunalwahlen 2020 wurde sie für die Partei Fratelli d’Italia (FdI) in den Gemeinderat der Stadt Bozen gewählt. Bei den Landtagswahlen 2023 trat Scarafoni auf der FdI-Liste an, die zwei Mandate erhielt; somit konnte sie mit 1.461 Vorzugsstimmen in den Südtiroler Landtag und damit gleichzeitig den Regionalrat Trentino-Südtirol einziehen.